# Sološnica
Sološnica je obec na Slovensku v okrese Malacky. Žije zde přibližně 1 700 obyvatel. První písemná zmínka o vesnici pochází z roku 1376. Dominantou vsi je barokní Kostel Všech svatých. Do katastrálního území obce zasahuje část národní přírodní rezervace Roštún.